# Kajol
Kajol Devgn (nhũ danh Mukherjee) (sinh ngày 05 tháng 8 năm 1974), được biết đến là Kajol, là một nữ diễn viên Ấn Độ xuất hiện trong bộ phim tiếng Hinđi và Tamil.
Các bộ phim nổi tiếng: Baazigar (1993), Dilwale Dulhaniya Le Jayenge (1995), Kuch Kuch Hota Hai (1998), Kabhi Khushi Kabhie Gham... (2001), Gupt (1997), Dushman (1998), Fanaa (2006), U Me Aur Hum (2008), We Are Family, My Name Is Khan (2010),...

## Các phim đã đóng
| Năm  | Tên                             | Vai diễn               | Ghi chú                                                 |
| ---- | ------------------------------- | ---------------------- | ------------------------------------------------------- |
| 1992 | Bekhudi                         | Radhika                |                                                         |
| 1993 | Baazigar                        | Priya Chopra           |                                                         |
| 1994 | Udhaar Ki Zindagi               | Sita                   |                                                         |
| 1994 | Yeh Dillagi                     | Sapna                  | Đề cử—Filmfare Award for Best Actress                   |
| 1995 | Karan Arjun                     | Sonia Saxena           |                                                         |
| 1995 | Taaqat                          | Kavita                 |                                                         |
| 1995 | Hulchul                         | Sharmili               |                                                         |
| 1995 | Gundaraj                        | Ritu                   |                                                         |
| 1995 | Dilwale Dulhania Le Jayenge     | Simran Singh           | Filmfare Award for Best Actress                         |
| 1996 | Bambai Ka Babu                  | Neha                   |                                                         |
| 1997 | Gupt: The Hidden Truth          | Isha Diwan             | Filmfare Award for Best Performance in a Negative Role  |
| 1997 | Hameshaa                        | Rani Sharma/Reshma     |                                                         |
| 1997 | Minsara Kanavu                  | Priya Amalraj          | Tamil Film                                              |
| 1997 | Ishq                            | Kajal                  |                                                         |
| 1998 | Pyaar Kiya To Darna Kya         | Muskaan Thakur         |                                                         |
| 1998 | Duplicate                       |                        | Cameo                                                   |
| 1998 | Dushman                         | Sonia/Naina Saigal     | Nominated—Filmfare Award for Best Actress               |
| 1998 | Pyaar To Hona Hi Tha            | Sanjana                | Nominated—Filmfare Award for Best Actress               |
| 1998 | Kuch Kuch Hota Hai              | Anjali Sharma          | Filmfare Award for Best Actress                         |
| 1999 | Dil Kya Kare                    | Nandita Rai            |                                                         |
| 1999 | Hum Aapke Dil Mein Rehte Hain   | Megha                  | Nominated—Filmfare Award for Best Actress               |
| 1999 | Hote Hote Pyar Ho Gaya          | Pinky                  |                                                         |
| 2000 | Raju Chacha                     | Anna                   |                                                         |
| 2001 | Kuch Khatti Kuch Meethi         | Tina/Sweety Khanna     |                                                         |
| 2001 | Kabhi Khushi Kabhie Gham...     | Anjali Sharma Raichand | Filmfare Award for Best Actress                         |
| 2003 | Kal Ho Naa Ho                   |                        | Special appearance in song "Maahi Ve"                   |
| 2006 | Fanaa                           | Zooni Ali Baig         | Filmfare Award for Best Actress                         |
| 2006 | Kabhi Alvida Naa Kehna          |                        | Special appearance in song "Rock N Roll Soniye"         |
| 2007 | Om Shanti Om                    | Herself                | Special appearance in song "Deewangi Deewangi"          |
| 2008 | U Me Aur Hum                    | Piya                   | Nominated—Filmfare Award for Best Actress               |
| 2008 | Haal–e–dil                      |                        | Special appearance in song "Oye Hoye"                   |
| 2008 | Rab Ne Bana Di Jodi             | Herself                | Special appearance in song "Phir Milenge Chalte Chalte" |
| 2009 | Vighnaharta Shree Siddhivinayak | Herself                | Cameo                                                   |
| 2010 | My Name Is Khan                 | Mandira Khan           | Filmfare Award for Best Actress                         |
| 2010 | We Are Family                   | Maya                   |                                                         |
| 2010 | Toonpur Ka Super Hero           | Priya                  |                                                         |
| 2012 | Koochie Koochie Hota Hai        | Angie (lồng tiếng)     |                                                         |
| 2012 | Student of the Year             | Bản thân               | Cameo                                                   |